# Filips II van Tarente
Filips II van Tarente (circa 1329 - Tarente, 25 november 1374) was van 1362 tot aan zijn dood vorst van Tarente, van 1364 tot aan zijn dood titelvoerend keizer van het Latijnse Keizerrijk en van 1364 tot 1373 vorst van Achaea. Hij behoorde tot het huis Anjou-Sicilië.

## Levensloop
Filips II was de jongste zoon van vorst Filips I van Tarente en Catharina van Valois, dochter van graaf Karel van Valois. In april 1355 huwde hij met zijn nicht Maria van Calabrië (1329-1366), dochter van graaf Karel van Calabrië en zus van koningin Johanna I van Napels, die gehuwd was met Filips' oudere broer Lodewijk.
Na het overlijden van zijn broer Lodewijk in 1362 erfde Filips het vorstendom Tarente en na het overlijden van zijn broer Robert in 1364 erfde hij het vorstendom Achaea en de inhoudsloze functie van titelvoerend keizer van het Latijnse Keizerrijk. Op de troon streefde hij zijn eigen doelen na en voerde hij vetes met zijn neven uit de linie Anjou-Durazzo. Op 20 november 1370 huwde hij met zijn tweede echtgenote Elisabeth van Slavonië (1352-voor 1380), die eveneens een nicht van hem was. Elisabeth was de dochter van Stefanus van Hongarije, hertog van Slavonië en Transsylvanië.
In 1373 droeg Filips het vorstendom Achaea over aan zijn nicht, koningin Johanna I van Napels. In november 1374 stierf hij zonder nakomelingen na te laten, waardoor de linie Anjou-Tarente uitstierf. Hij benoemde zijn neef Jacob van Baux, de zoon van zijn zus Margaretha, tot erfopvolger als vorst van Tarente en titulair keizer van het Latijnse Keizerrijk.

## Nakomelingen
Filips II en zijn echtgenote Maria kregen volgende kinderen:
- Filips III (1356), jong gestorven
- Karel (1358), jong gestorven
- Filips (1360), jong gestorven
- een doodgeboren kind (1362)
- een doodgeboren kind (1366)

Filips en zijn tweede echtgenote Elisabeth kregen een zoon:
- Filips (1371), jong gestorven